# Svetlana Kitićová
Svetlana Kitićová (* 7. června 1960 Tuzla) je bosenskosrbská házenkářka reprezentující Jugoslávii a Bosnu a Hercegovinu. S jugoslávskou reprezentací získala zlatou medaili na Letních olympijských hrách v Los Angeles roku 1984, přičemž v pěti zápasech na turnaji zaznamenala 22 branek. O čtyři roky dříve Letních olympijských hrách v Moskvě získala stříbrnou medaili, zde vstřelila dokonce 29 gólů v pěti zápasech. Na Mistrovství světa v házené žen 1990 získala také stříbrnou medaili. Za jugoslávskou reprezentaci odehrála celkem 202 zápasů, v nichž dala 911 gólů. V roce 1988 byla Mezinárodní házenkářskou federací vyhlášena nejlepší házenkářkou světa, v prvním ročníku této ankety. V roce 2010 pak byla zvolena nejlepší házenkářkou všech dob. Žije v Bělehradě.